# Peyriac-Minervois
Peyriac-Minervois  (occitan : Peiriac de Menerbés ) est une commune française, située dans le nord du département de l'Aude en région Occitanie.
Sur le plan historique et culturel, la commune fait partie du Minervois, un pays de basses collines qui s'étend du Cabardès, à l'ouest, au Biterrois à l'est, et de la Montagne Noire, au nord, jusqu'au fleuve Aude au sud. Exposée à un climat méditerranéen, elle est drainée par l'Argent-Double, le ruisseau de Canet, le ruisseau de Naval, le ruisseau de Christophe, le ruisseau de Saint-Julien et par deux autres cours d'eau. La commune possède un patrimoine naturel remarquable composé d'une zone naturelle d'intérêt écologique, faunistique et floristique.
Peyriac-Minervois est une commune rurale qui compte 1 142 habitants en 2022, après avoir connu une forte hausse de la population depuis 1975. Elle appartient à l'unité urbaine de Rieux-Minervois et fait partie de l'aire d'attraction de Carcassonne. Ses habitants sont appelés les Peyriacois ou  Peyriacoises.

## Géographie

### Localisation

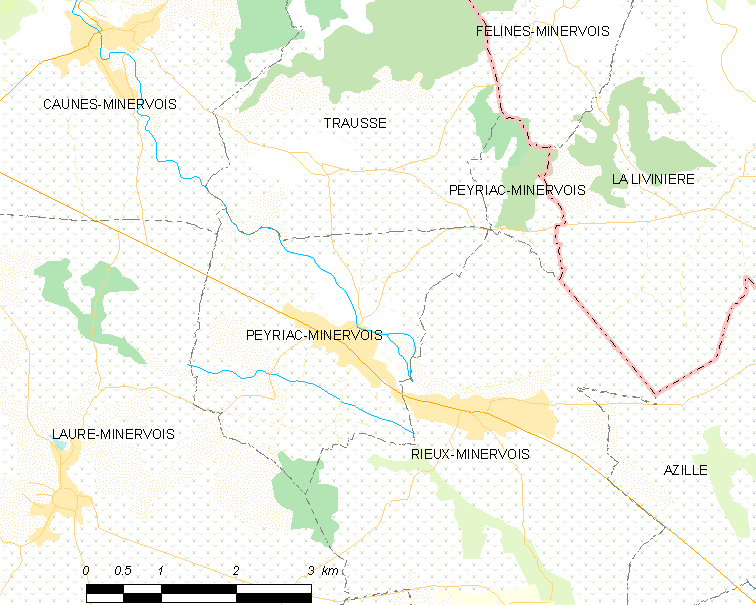
Situation géographique de Peyriac-Minervois.

Peyriac-Minervois est une commune de l'Aude située entre la montagne Noire et la montagne d'Alaric sur la D 11 à 26 km au nord-est de Carcassonne, à une quarantaine de kilomètres de Narbonne. Elle est limitrophe du département de l'Hérault.
Peyriac-Minervois est au cœur du domaine viticole du Minervois.
Distances du bourg aux communes environnantes :
- Trausse ~ 2 km ;
- Rieux-Minervois ~ 3 km ;
- Saint-Frichoux ~ 5 km ;
- Laure-Minervois ~ 6 km ;
- Félines-Minervois ~ 6 km ;
- Caunes-Minervois ~ 6 km ;
- Aigues-Vives ~ 8 km ;
- La Livinière ~ 8 km ;
- Citou ~ 10 km ;
- Puichéric ~ 10 km ;
- Marseillette ~ 10 km ;
- Badens ~ 10 km ;
- Blomac ~ 10 km ;
- Azille ~ 11 km ;
- La Redorte ~ 11 km

### Communes limitrophes
Les communes limitrophes sont Caunes-Minervois, Laure-Minervois, Rieux-Minervois, Trausse, Félines-Minervois et La Livinière.
| Caunes-Minervois | Trausse           | Félines-Minervois (Hérault) |
|                  | Peyriac-Minervois | La Livinière (Hérault)      |
| Laure-Minervois  |                   | Rieux-Minervois             |

Le territoire communal comporte une enclave au nord-est, séparée du reste par une centaine de mètres, le contact des communes de Trausse et de Rieux-Minervois.

### Hydrographie

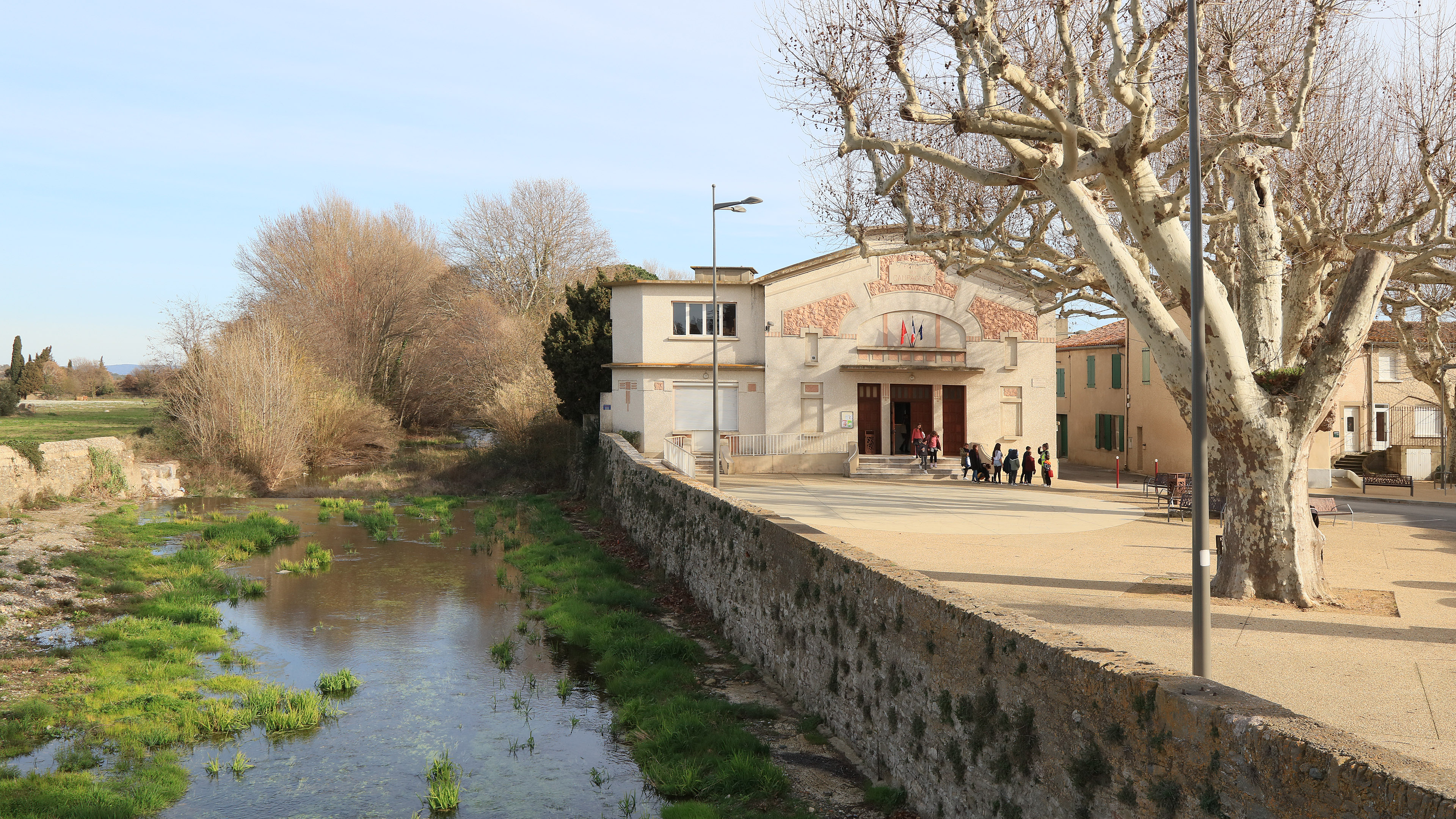
L'Argent-Double à Peyriac-Minervois.

La commune est dans la région hydrographique « Côtiers méditerranéens », au sein du bassin hydrographique Rhône-Méditerranée-Corse. Elle est drainée par l'Argent-Double, le ruisseau de Canet, le ruisseau de Naval, le ruisseau de Christophe, le ruisseau de Saint-Julien, le ruisseau de Saint-Génies et le ruisseau de Touzéry, qui constituent un réseau hydrographique de 9 km de longueur totale,.
L'Argent-Double, d'une longueur totale de 37,4 km, prend sa source dans la commune de Lespinassière et s'écoule vers le sud. Il traverse la commune et se jette dans l'Aude à La Redorte, après avoir traversé 8 communes.
Le ruisseau de Canet, d'une longueur totale de 10,9 km, prend sa source dans la commune de Félines-Termenès et s'écoule vers le sud-est. Il traverse la commune et se jette dans l'Argent-Double à Azille, après avoir traversé 6 communes.
Le ruisseau de Naval, d'une longueur totale de 18,8 km, prend sa source dans la commune de Caunes-Minervois et s'écoule vers le sud-est. Il traverse la commune et se jette dans l'Aude à La Redorte, après avoir traversé 6 communes.

### Climat
Pour des articles plus généraux, voir Climat de l'Occitanie et Climat de l'Aude.
En 2010, le climat de la commune est de type climat méditerranéen franc, selon une étude s'appuyant sur une série de données couvrant la période 1971-2000. En 2020, Météo-France publie une typologie des climats de la France métropolitaine dans laquelle la commune est exposée à un climat méditerranéen et est dans la région climatique Provence, Languedoc-Roussillon, caractérisée par une pluviométrie faible en été, un très bon ensoleillement (2 600 h/an), un été chaud (21,5 °C), un air très sec en été, sec en toutes saisons, des vents forts (fréquence de 40 à 50 % de vents > 5 m/s) et peu de brouillards.
Pour la période 1971-2000, la température annuelle moyenne est de 14,3 °C, avec une amplitude thermique annuelle de 16,1 °C. Le cumul annuel moyen de précipitations est de 657 mm, avec 7,9 jours de précipitations en janvier et 3,6 jours en juillet. Pour la période 1991-2020, la température moyenne annuelle observée sur la station météorologique la plus proche, située sur la commune de Caunes-Minervois à 5 km à vol d'oiseau, est de 13,9 °C et le cumul annuel moyen de précipitations est de 768,1 mm,. Pour l'avenir, les paramètres climatiques de la commune estimés pour 2050 selon différents scénarios d'émission de gaz à effet de serre sont consultables sur un site dédié publié par Météo-France en novembre 2022.

### Milieux naturels et biodiversité

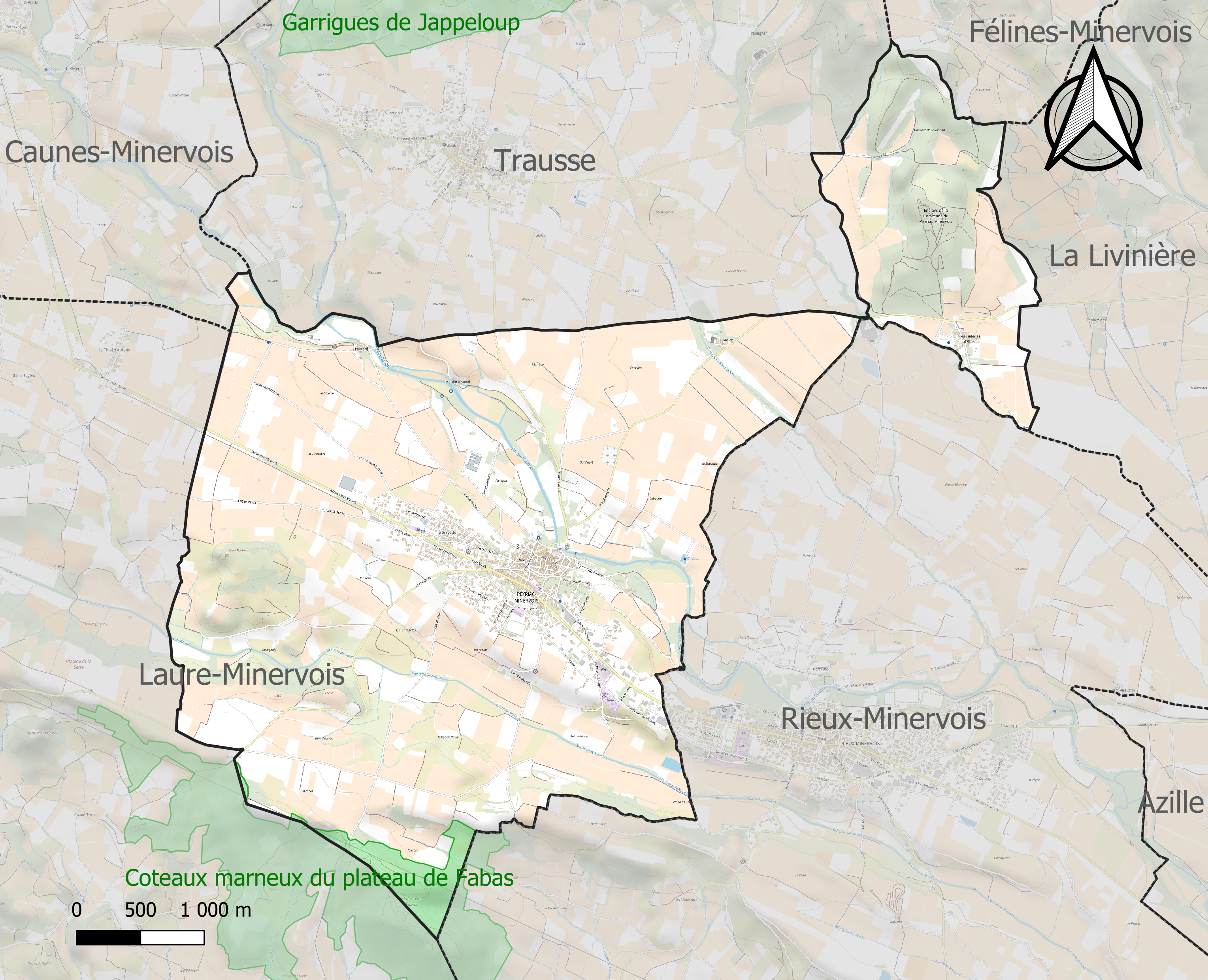
Carte de la ZNIEFF de type 1 localisée sur la commune.

L’inventaire des zones naturelles d'intérêt écologique, faunistique et floristique (ZNIEFF) a pour objectif de réaliser une couverture des zones les plus intéressantes sur le plan écologique, essentiellement dans la perspective d’améliorer la connaissance du patrimoine naturel national et de fournir aux différents décideurs un outil d’aide à la prise en compte de l’environnement dans l’aménagement du territoire.
Une ZNIEFF de type 1 est recensée sur la commune :
les « coteaux marneux du plateau de Fabas » (160 ha), couvrant 3 communes du département.

## Urbanisme

### Typologie
Au 1er janvier 2024, Peyriac-Minervois est catégorisée bourg rural, selon la nouvelle grille communale de densité à 7 niveaux définie par l'Insee en 2022.
Elle appartient à l'unité urbaine de Rieux-Minervois, une agglomération intra-départementale dont elle est une commune de la banlieue,. Par ailleurs la commune fait partie de l'aire d'attraction de Carcassonne, dont elle est une commune de la couronne,. Cette aire, qui regroupe 115 communes, est catégorisée dans les aires de 50 000 à moins de 200 000 habitants,.

### Occupation des sols
L'occupation des sols de la commune, telle qu'elle ressort de la base de données européenne d’occupation biophysique des sols Corine Land Cover (CLC), est marquée par l'importance des territoires agricoles (85,5 % en 2018), en augmentation par rapport à 1990 (84,6 %). La répartition détaillée en 2018 est la suivante : 
cultures permanentes (65,7 %), zones agricoles hétérogènes (19,8 %), forêts (8,2 %), zones urbanisées (6,3 %). L'évolution de l’occupation des sols de la commune et de ses infrastructures peut être observée sur les différentes représentations cartographiques du territoire : la carte de Cassini (XVIIIe siècle), la carte d'état-major (1820-1866) et les cartes ou photos aériennes de l'IGN pour la période actuelle (1950 à aujourd'hui).

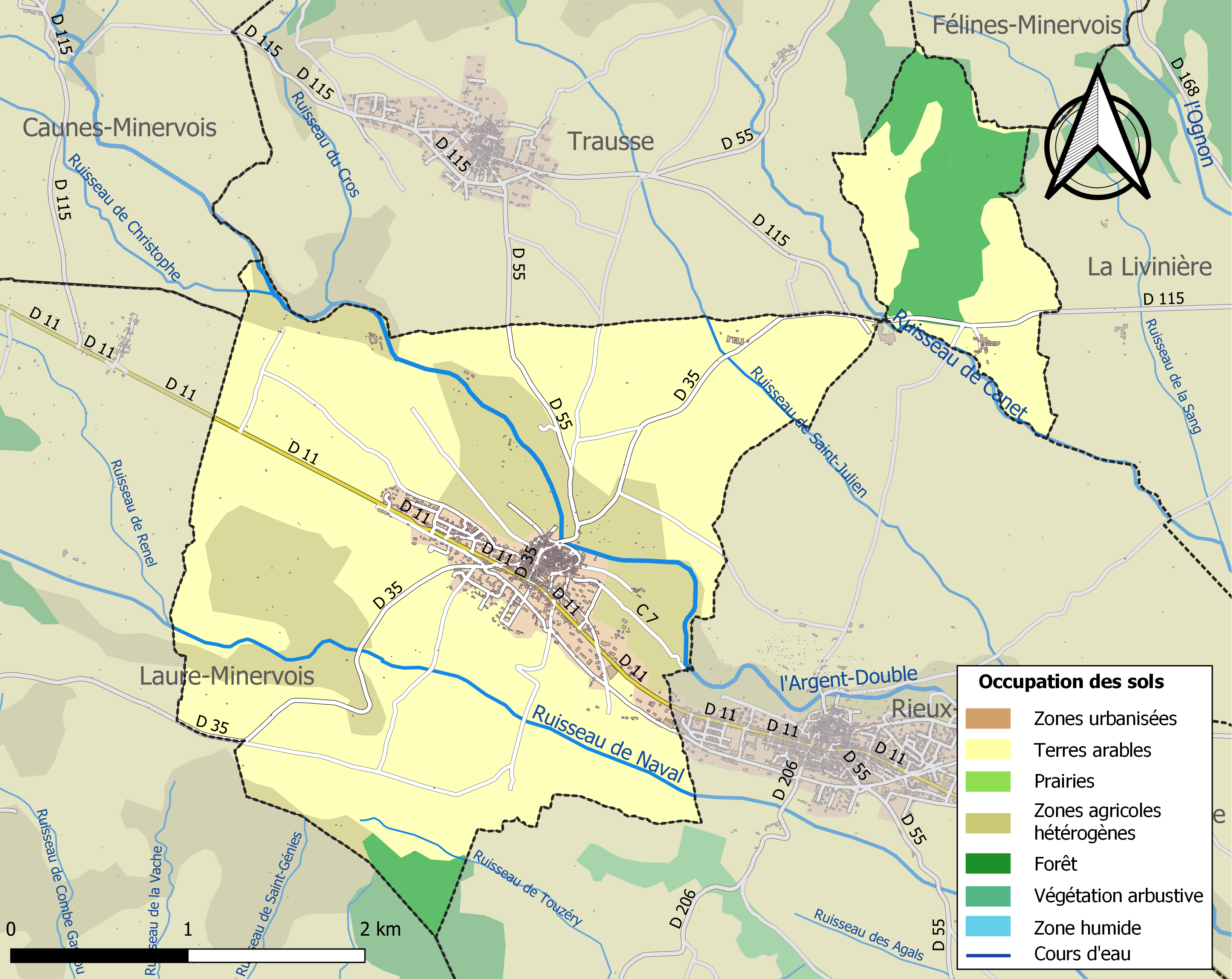
Carte des infrastructures et de l'occupation des sols de la commune en 2018 (CLC).

### Risques majeurs
Le territoire de la commune de Peyriac-Minervois est vulnérable à différents aléas naturels : météorologiques (tempête, orage, neige, grand froid, canicule ou sécheresse), inondations, feux de forêts et séisme (sismicité très faible). Il est également exposé à un risque particulier : le risque de radon. Un site publié par le BRGM permet d'évaluer simplement et rapidement les risques d'un bien localisé soit par son adresse soit par le numéro de sa parcelle.

#### Risques naturels
Certaines parties du territoire communal sont susceptibles d’être affectées par le risque d’inondation par débordement de cours d'eau, notamment le ruisseau de Glandes. La commune a été reconnue en état de catastrophe naturelle au titre des dommages causés par les inondations et coulées de boue survenues en 1982, 1987, 1990, 1992, 1999, 2005, 2009, 2017 et 2018,.

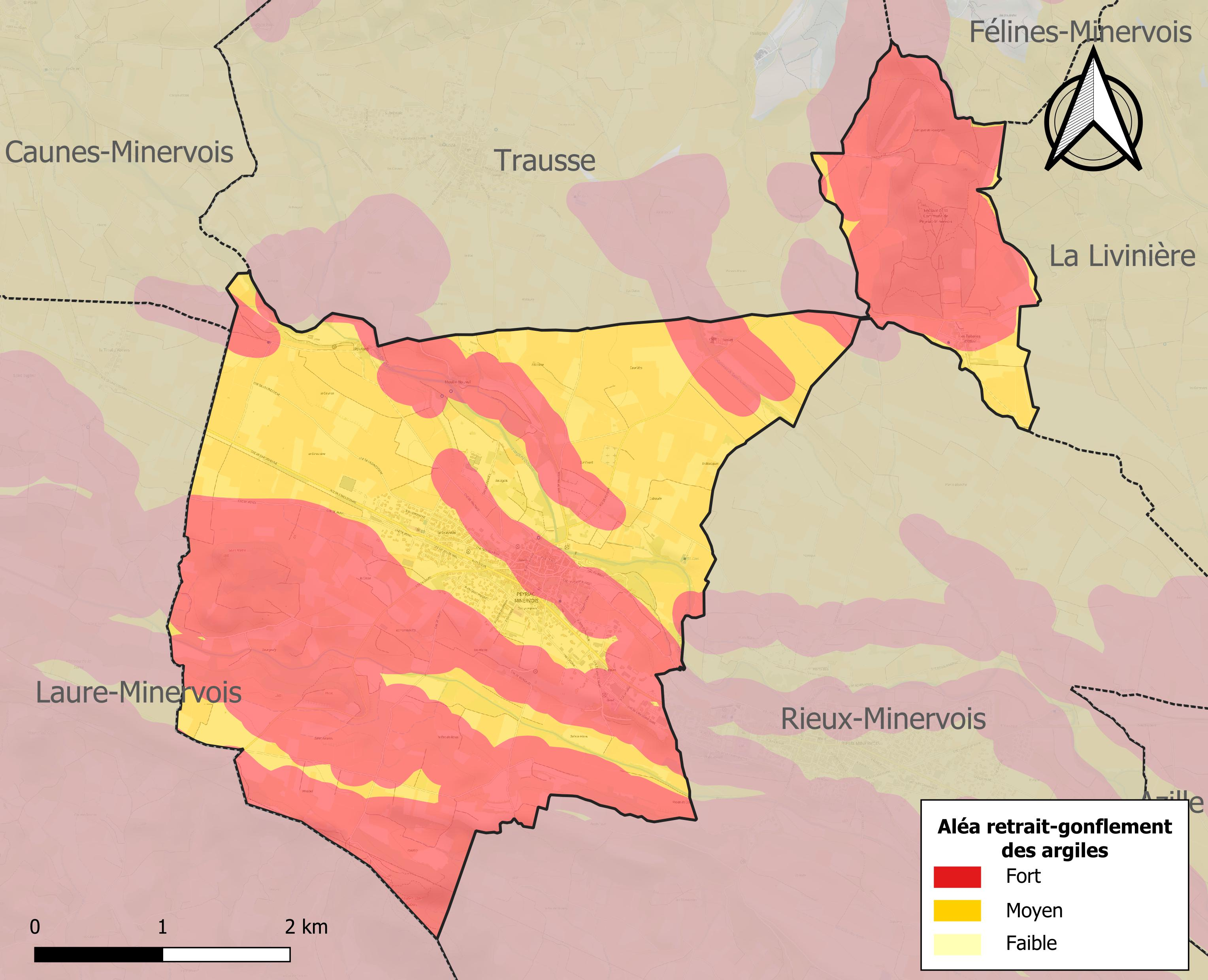
Carte des zones d'aléa retrait-gonflement des sols argileux de Peyriac-Minervois.

Le retrait-gonflement des sols argileux est susceptible d'engendrer des dommages importants aux bâtiments en cas d’alternance de périodes de sécheresse et de pluie. La totalité de la commune est en aléa moyen ou fort (75,2 % au niveau départemental et 48,5 % au niveau national). Sur les 662 bâtiments dénombrés sur la commune en 2019, 662 sont en aléa moyen ou fort, soit 100 %, à comparer aux 94 % au niveau départemental et 54 % au niveau national. Une cartographie de l'exposition du territoire national au retrait gonflement des sols argileux est disponible sur le site du BRGM,.

#### Risque particulier
Dans plusieurs parties du territoire national, le radon, accumulé dans certains logements ou autres locaux, peut constituer une source significative d’exposition de la population aux rayonnements ionisants. Certaines communes du département sont concernées par le risque radon à un niveau plus ou moins élevé. Selon la classification de 2018, la commune de Peyriac-Minervois est classée en zone 2, à savoir zone à potentiel radon faible mais sur lesquelles des facteurs géologiques particuliers peuvent faciliter le transfert du radon vers les bâtiments.

## Histoire
Le bourg de Peyriac appartenait au XIe siècle aux comtes de Carcassonne et aux vicomtes de Minerve avant de devenir la principale seigneurie de la Maison de Grave originaire de Leucate. Au début du XIIIe siècle, la  croisade des Albigeois a fait passer la seigneurie de Peyriac aux chevaliers de l'Ordre de Saint-Jean de Jérusalem qui l'ont possédée jusqu'à la Révolution. En 1211, les croisés ont pris la place forte de Minerve. Peyriac et Rieux sont les seules places du Minervois qui ont résisté. Éléazar de Grave, seigneur de Peyriac avait embrassé le catharisme et choisi de supporter le parti des comtes de Toulouse, de Carcassonne et de Foix. Au moment de la prise de Minerve, il se trouvait à Peyriac qu'avait obtenu son père. Il s'y défendit deux jours avant de se retirer à Rieux qui possédait de meilleures défenses. Simon de Montfort l'a attaqué et fait prisonnier. Tous ses biens lui ont été confisqués. Le roi Louis IX a donné la moitié de la seigneurie de Peyriac à ses frères, Pierre et Arnaud de Grave.
Bourg fortifié cité en 1070.
On trouve dans les environs de ce village des vestiges antiques d'une villa romaine, et des fragments de mosaïque.

## Politique et administration

### Liste des maires
| Période                                  | Période   | Identité        | Étiquette | Qualité |
| ---------------------------------------- | --------- | --------------- | --------- | ------- |
| mars 1945                                | mars 1971 | Abel Barthas    | SFIO      |         |
| 1971                                     | 1977      | Charles Sarrato | PS        |         |
| 1977                                     | 1995      | Régis Sarrato   | PS        |         |
| mars 2001                                | 2014      | Jacques Micheau | PS        |         |
| mars 2014                                | En cours  | Denise Gils     | PS        |         |
| Les données manquantes sont à compléter. |           |                 |           |         |

## Démographie
| 1793  | 1800  | 1806  | 1821  | 1831  | 1836  | 1841  | 1846  | 1851  |
| ----- | ----- | ----- | ----- | ----- | ----- | ----- | ----- | ----- |
| 1 105 | 1 170 | 1 182 | 1 394 | 1 349 | 1 367 | 1 309 | 1 347 | 1 331 |

| 1856  | 1861  | 1866  | 1872  | 1876  | 1881  | 1886  | 1891  | 1896  |
| ----- | ----- | ----- | ----- | ----- | ----- | ----- | ----- | ----- |
| 1 322 | 1 288 | 1 294 | 1 246 | 1 266 | 1 389 | 1 339 | 1 190 | 1 217 |

| 1901  | 1906  | 1911  | 1921  | 1926  | 1931  | 1936  | 1946  | 1954  |
| ----- | ----- | ----- | ----- | ----- | ----- | ----- | ----- | ----- |
| 1 252 | 1 201 | 1 153 | 1 269 | 1 290 | 1 225 | 1 194 | 1 044 | 1 026 |

| 1962  | 1968  | 1975  | 1982  | 1990  | 1999  | 2006  | 2007  | 2012  |
| ----- | ----- | ----- | ----- | ----- | ----- | ----- | ----- | ----- |
| 1 034 | 1 054 | 1 041 | 1 033 | 1 053 | 1 000 | 1 045 | 1 048 | 1 113 |

| 2017  | 2022  | - | - | - | - | - | - | - |
| ----- | ----- | - | - | - | - | - | - | - |
| 1 139 | 1 142 | - | - | - | - | - | - | - |

Peyriac a une population stable depuis 1950. Elle est le siège de la communauté de communes du Haut Minervois, qui réunit 17 communes (12 700 hab.).

## Cultes
Peyriac-Minervois dispose de deux lieux de culte, l'église de la Transfiguration pour la communauté catholique, qui dépend de la paroisse Notre-Dame-de-Minervois regroupant plusieurs villages des environs ; et la mosquée de Peyriac pour la communauté musulmane sunnite.

## Économie

### Revenus
En 2018  (données Insee publiées en septembre 2021), la commune compte 471 ménages fiscaux, regroupant 987 personnes. La médiane du revenu disponible par unité de consommation est de 18 050 € (19 240 € dans le département).

### Emploi
| Division       | 2008   | 2013   | 2018   |
| -------------- | ------ | ------ | ------ |
| Commune        | 10,9 % | 14,8 % | 15 %   |
| Département    | 10,2 % | 12,8 % | 12,6 % |
| France entière | 8,3 %  | 10 %   | 10 %   |

En 2018, la population âgée de 15 à 64 ans s'élève à 677 personnes, parmi lesquelles on compte 69,6 % d'actifs (54,5 % ayant un emploi et 15 % de chômeurs) et 30,4 % d'inactifs,. Depuis 2008, le taux de chômage communal (au sens du recensement) des 15-64 ans est supérieur à celui de la France et du département.
La commune fait partie de la couronne de l'aire d'attraction de Carcassonne, du fait qu'au moins 15 % des actifs travaillent dans le pôle,. Elle compte 311 emplois en 2018, contre 357 en 2013 et 318 en 2008. Le nombre d'actifs ayant un emploi résidant dans la commune est de 373, soit un indicateur de concentration d'emploi de 83,2 % et un taux d'activité parmi les 15 ans ou plus de 49,9 %.
Sur ces 373 actifs de 15 ans ou plus ayant un emploi, 160 travaillent dans la commune, soit 43 % des habitants. Pour se rendre au travail, 82,1 % des habitants utilisent un véhicule personnel ou de fonction à quatre roues, 1,6 % les transports en commun, 7,4 % s'y rendent en deux-roues, à vélo ou à pied et 8,9 % n'ont pas besoin de transport (travail au domicile).

### Activités hors agriculture

#### Secteurs d'activités
104 établissements sont implantés  à Peyriac-Minervois au 31 décembre 2019. Le tableau ci-dessous en détaille le nombre par secteur d'activité et compare les ratios avec ceux du département,.
| Secteur d'activité                                                                                        | Commune | Commune | Département |
| Secteur d'activité                                                                                        | Nombre  | %       | %           |
| --- | ------- | ------- | ----------- |
| Ensemble                                                                                                  | 104     | 100 %   | (100 %)     |
| Industrie manufacturière, industries extractives et autres                                                | 11      | 10,6 %  | (8,8 %)     |
| Construction                                                                                              | 14      | 13,5 %  | (14 %)      |
| Commerce de gros et de détail, transports, hébergement et restauration                                    | 36      | 34,6 %  | (32,3 %)    |
| Information et communication                                                                              | 1       | 1 %     | (1,6 %)     |
| Activités financières et d'assurance                                                                      | 1       | 1 %     | (2,7 %)     |
| Activités immobilières                                                                                    | 6       | 5,8 %   | (5,2 %)     |
| Activités spécialisées, scientifiques et techniques et activités de services administratifs et de soutien | 13      | 12,5 %  | (13,3 %)    |
| Administration publique, enseignement, santé humaine et action sociale                                    | 14      | 13,5 %  | (13,2 %)    |
| Autres activités de services                                                                              | 8       | 7,7 %   | (8,8 %)     |

Le secteur du commerce de gros et de détail, des transports, de l'hébergement et de la restauration est prépondérant sur la commune puisqu'il représente 34,6 % du nombre total d'établissements de la commune (36 sur les 104 entreprises implantées  à Peyriac-Minervois), contre 32,3 % au niveau départemental.

#### Entreprises
Les quatre entreprises ayant leur siège social sur le territoire communal qui génèrent le plus de chiffre d'affaires en 2020 sont : 
- Plane Minervois, supermarchés (3 646 k€)
- Barthe, travaux d'installation d'eau et de gaz en tous locaux (284 k€)
- Cybele, gestion d'installations sportives (169 k€)
- AL Consulting, activités spécialisées, scientifiques et techniques diverses (15 k€)

### Agriculture
La commune est dans la « Région viticole » de l'Aude, une petite région agricole occupant une grande partie centrale du département, également dénommée localement « Corbeilles Minervois et Carcasses-Limouxin ». En 2020, l'orientation technico-économique de l'agriculture  sur la commune est la viticulture.
|               | 1988 | 2000 | 2010 | 2020 |
| ------------- | ---- | ---- | ---- | ---- |
| Exploitations | 88   | 59   | 39   | 28   |
| SAU (ha)      | 770  | 643  | 535  | 421  |

Le nombre d'exploitations agricoles en activité et ayant leur siège dans la commune est passé de 88 lors du recensement agricole de 1988  à 59 en 2000 puis à 39 en 2010 et enfin à 28 en 2020, soit une baisse de 68 % en 32 ans. Le même mouvement est observé à l'échelle du département qui a perdu pendant cette période 60 % de ses exploitations,. La surface agricole utilisée sur la commune a également diminué, passant de 770 ha en 1988 à 421 ha en 2020. Parallèlement la surface agricole utilisée moyenne par exploitation a augmenté, passant de 9 à 15 ha.

## Culture locale et patrimoine

### Lieux et monuments
- Village pittoresque : centre ancien, vieilles maisons.
- Restes de remparts du XVIe siècle.
- Château : façade, tourelle, escalier du XVIe siècle.
- Château de Violet, moderne : château viticole (40 ha) et hôtelier de Violet, du XVIIe siècle et du XIXe siècle, bien restauré, avec un petit musée.
- Église de la Transfiguration-de-Jésus-Christ de Peyriac-Minervois. De style roman avec de nombreux remaniements du XIXe siècle : abside et chœur XIIe, clocher XIIIe.
- Jardin de la Paix, avec une statue de Louis Barthas
- Rives de l'Argent-Double.

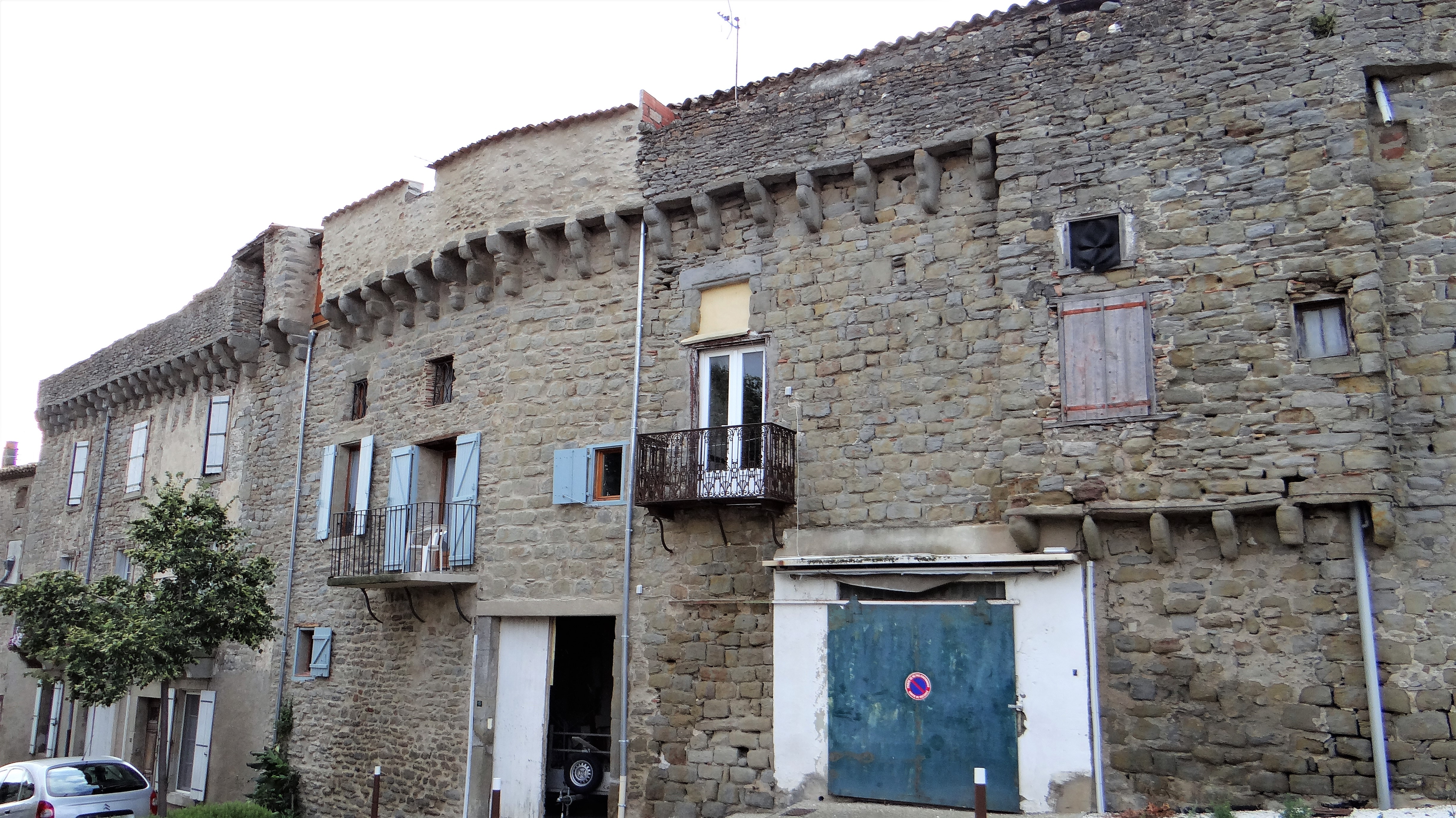
Vestiges de l'enceinte.
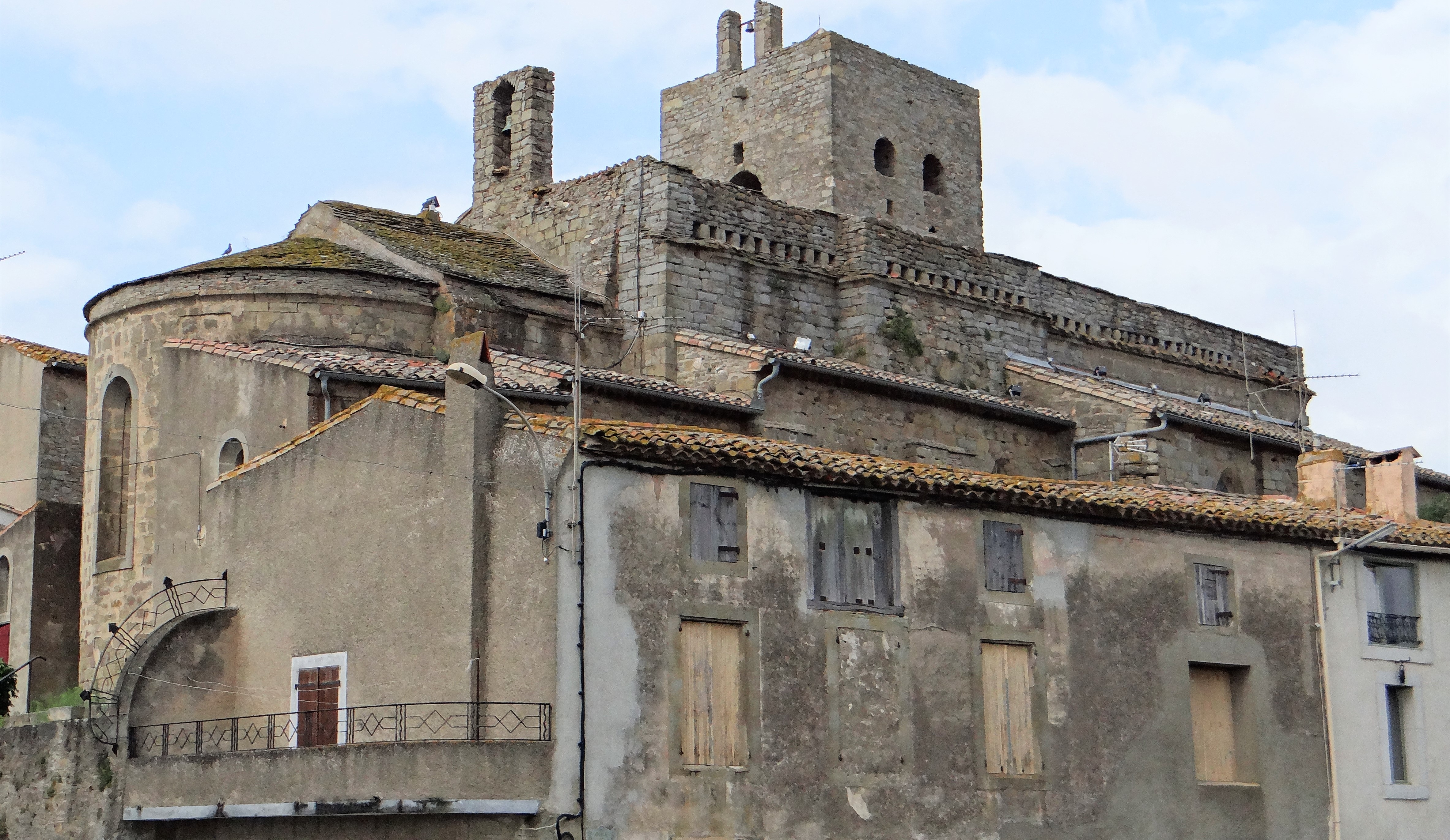
L'église paroissiale de la Transfiguration
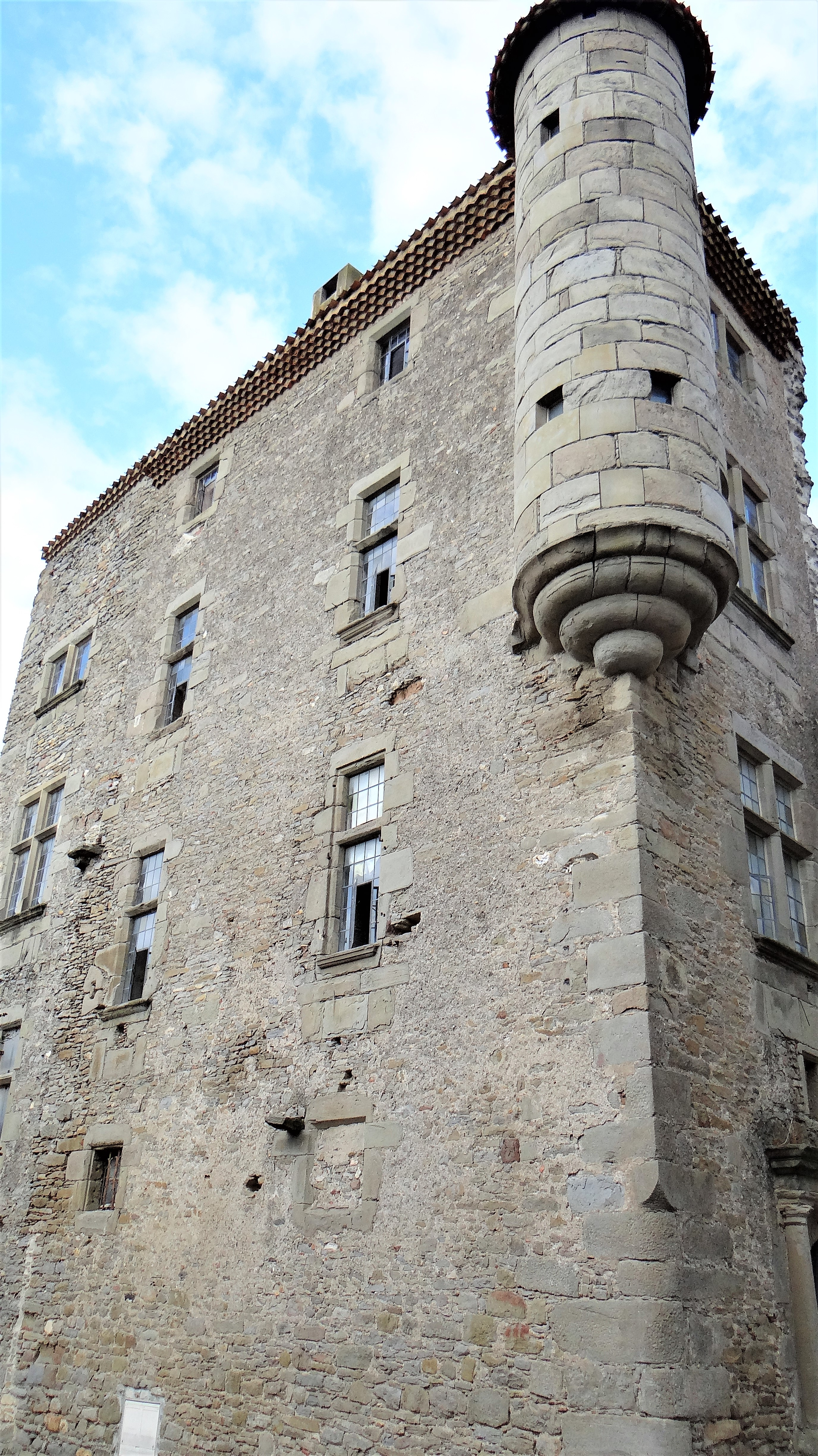
Le château de Peyriac
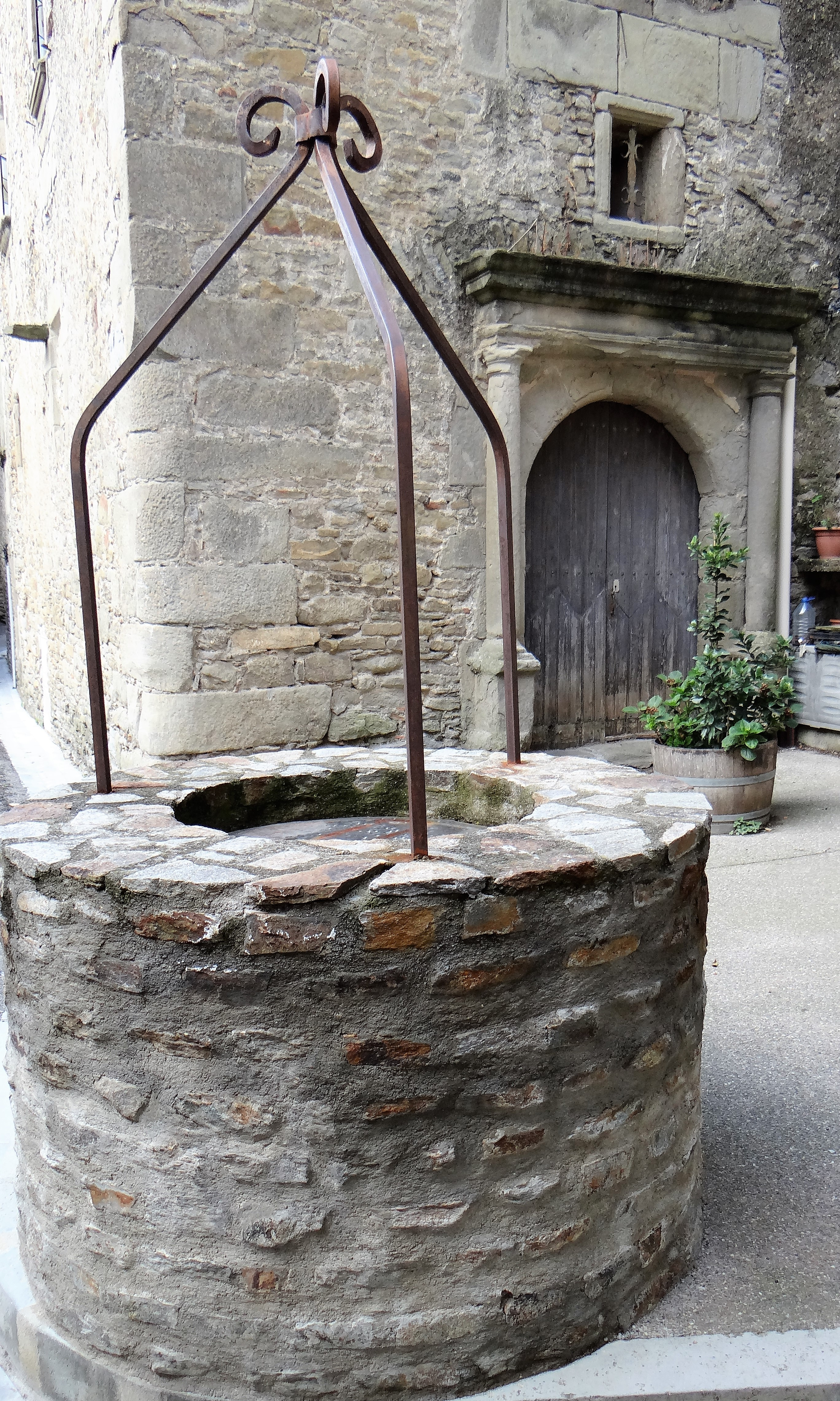
Le puits devant la porte du château
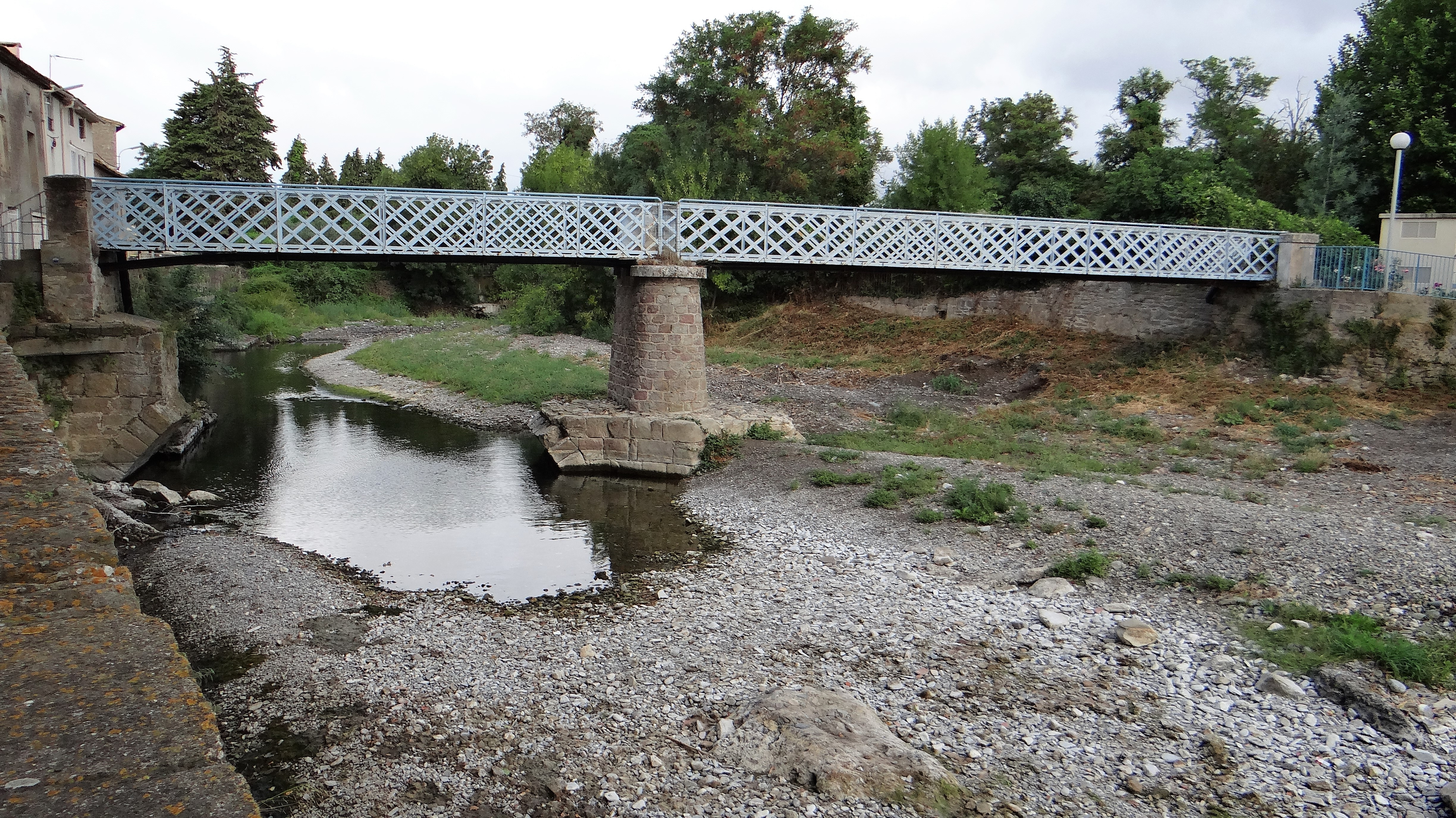
La passerelle sur l'Argent-Double
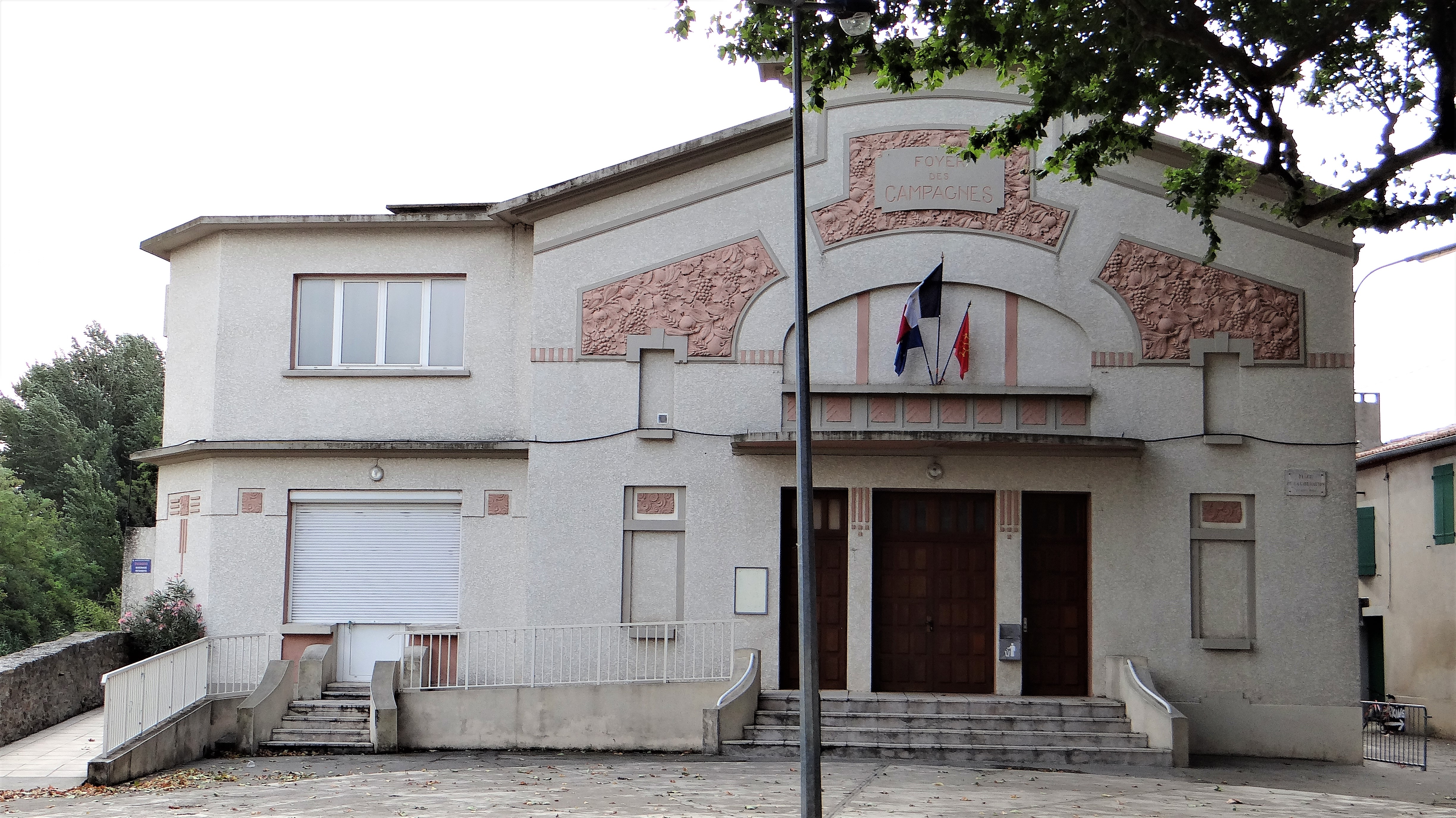
Le foyer des campagnes
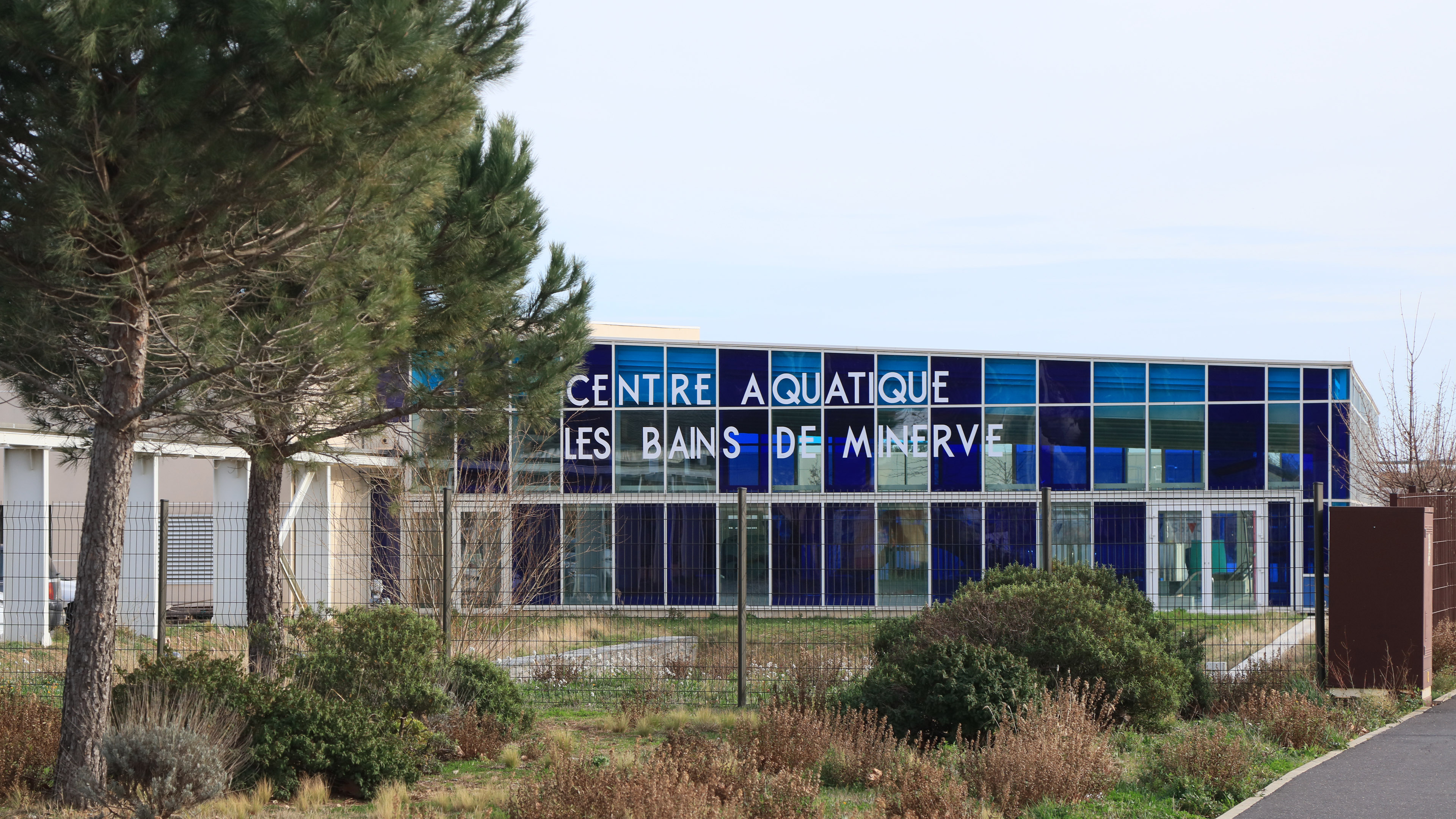
Les Bains de Minerve

### Personnalités liées à la commune
- Gabriel Fabre (15 novembre 1744 à Peyriac-Minervois, Carcassonne -11 janvier 1810 à Carcassonne), homme de loi. En 1788 il est premier Consul de Carcassonne et député aux États du Languedoc. Il rédige le cahier du Tiers-État de Carcassonne et en 1790 préside le Directoire du département de l'Aude. En 1791, Gabriel Fabre est élu député à la Législative, où il est des plus discrets. À sa mort il était président du Tribunal criminel de l'Aude.
- Barthélémy Tort de la Sonde (2 février 1738 à Peyriac-Minervois - 18 juillet 1818 à Bruxelles), négociant, secrétaire d'ambassade et publiciste.
- Hippolyte Babou (24 février 1823 à Peyriac-Minervois - 21 octobre 1878 à Paris), écrivain et critique littéraire français. Ami de Charles Baudelaire, il incita le poète à appeler son célèbre recueil de poèmes Les Fleurs du mal.
- Louis Barthas, 14 juillet 1879 à Homps - 4 mai 1952 à Peyriac-Minervois), tonnelier et militant socialiste. Une rue de Peyriac-Minervois porte son nom. Combattant sous le grade de caporal durant la Grande Guerre, il a  laissé un ouvrage d'une haute valeur historique et littéraire sur cette période vue par un pacifiste mais aussi et surtout par un homme lucide quant à la condition humaine en période de guerre. Ouvrage édité sous le titre : Les carnets de guerre de Louis Barthas, tonnelier, 1914-1918, Maspéro éditeur. Son fils Abel Barthas a été élu maire SFIO de Peyriac-Minervois en 1945.

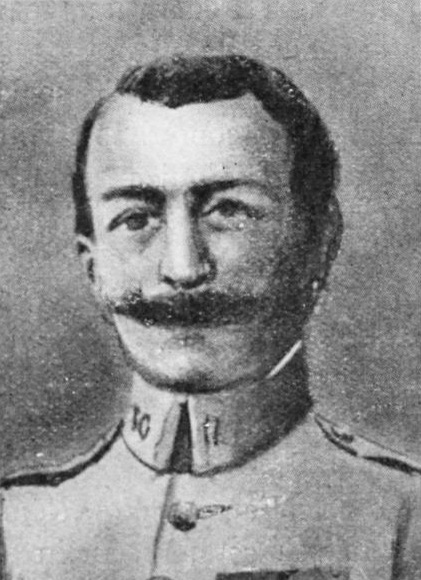
Léon Hudelle.

- Léon Hudelle, (9 juin 1881 à Peyriac-Minervois - 10 octobre 1973 à Aussonne). Étudiant en lettres à l'Université de Toulouse, il est un actif militant socialiste. Il succède à Vincent Auriol, en tant que rédacteur en chef du Midi Socialiste et le reste jusqu'en 1944. Il commence la Première Guerre mondiale comme lieutenant de réserve et passe capitaine au 280e R. I., où il avait sous ses ordres le caporal Louis Barthas, de Peyriac comme lui, et l'escouade Minervoise décrite par Barthas. Toujours journaliste au Midi Socialiste, un de ses articles sur l'honneur du Poilu en 1917 eut un très important retentissement : .. Celui que tout le monde admire, mais dont s'écarte lorsqu'on le voit monter dans un train, entrer dans un café, dans un magasin, de peur que ses brodequins mâchent les bottines, que ses gestes effleurent les robes-cloches, que ses paroles sentent trop cru.... Sous le régime de Vichy, Léon Hudelle, par pacifisme, en homme désenchanté, conserva ses fonctions journalistiques.

### Héraldique
| Blason de Peyriac-Minervois | Blason  | D’argent aux trois pierres de sable.             |
| Blason de Peyriac-Minervois | Détails | Le statut officiel du blason reste à déterminer. |

## Vie locale
- Début avril : Coup de Théâtre, Festival de Régional de théâtre amateur organisé depuis 2001 par La Tripe du Bœuf, Compagnie de théâtre amateur basée à Peyriac-Minervois.
- En septembre : Festival de fanfares Sulfate de Cuivre.